# Campodorus autumnalis
Campodorus autumnalis là một loài tò vò trong họ Ichneumonidae.